# 弓ケ浜駅
弓ケ浜駅（ゆみがはまえき）は、鳥取県米子市夜見町字樋口三にある、西日本旅客鉄道（JR西日本）境線の駅である。妖怪の名前から取られた愛称はあずきあらい駅である。

## 歴史
- 1917年（大正6年）7月1日：鉄道院境線後藤駅 - 大篠津駅（現・米子空港駅）間に新設[1]。旅客駅[1]。
- 1927年（昭和2年）4月1日：一般駅化[1]。
- 1972年（昭和47年）9月11日：再度旅客駅化[2]。同時に無人駅化[3]。
- 1987年（昭和62年）4月1日：国鉄分割民営化に伴い、JR西日本の駅となる[1]。
- 2019年（平成31年）3月16日：車載型IC改札機により、ICカード「ICOCA」が利用可能となる。

## 駅構造
相対式ホーム2面2線を有する地上駅（列車交換可能）。駅舎は上りホーム側に設置され、両ホームは境港寄りにある構内踏切で連絡している。米子駅管理の無人駅。駅舎内に自動券売機が設置されている。
線路配置上は上り線が直線となっているが、場内・出発信号機が片方向しか対応しておらず、1線スルーでは無い。
臨時快速みなとライナーの停車駅である。

### のりば
| のりば | 路線 | 方向 | 行先           |
| ------ | ---- | ---- | -------------- |
| 1      | 境線 | 上り | 後藤・米子方面 |
| 2      | 境線 | 下り | 境港方面       |

※2017年3月時点でホームにのりば番号標が整備されており、駅舎側（上り）を1番のりばとしている。 　

## 利用状況
近年の1日平均乗降人員の推移は以下の通り。
| 乗降人員推移 | 乗降人員推移 |
| 年度         | 1日平均人数  |
| ------------ | ------------ |
| 2007年       | 607          |
| 2008年       |              |
| 2009年       |              |
| 2010年       |              |
| 2011年       | 590          |
| 2012年       | 634          |
| 2013年       | 656          |
| 2014年       | 634          |
| 2015年       | 634          |
| 2016年       | 622          |
| 2017年       | 648          |
| 2018年       | 664          |

## 駅周辺
- 富益郵便局
- 鳥取県道220号弓ヶ浜停車場線
- 米子市立弓ヶ浜中学校
- 米子市立弓ヶ浜小学校

## 隣の駅
西日本旅客鉄道（JR西日本）
 境線
河崎口駅（傘化け駅） - 弓ケ浜駅（あずきあらい駅） - 和田浜駅（つちころび駅）